# Juan José Martín Delgado
Juan José Martín Delgado más conocido como Martín Delgado (Toledo, España, 13 de diciembre de 1949) es un entrenador de fútbol español que entrena al Club Deportivo Colonia Ofigevi. 

## Carrera deportiva
El entrenador toledano tiene una dilatada experiencia en los banquillos de alto nivel pues fue mano derecha de Jupp Heynckes durante sus estancias en el Real Madrid, Athletic de Bilbao y Benfica. Destaca también su periplo en el C. D. Leganés y en el Castellón, club donde ejerció su último trabajo como entrenador antes de llegar al Club Deportivo Colonia Ofigevi.

## Trayectoria como entrenador
| Equipo                         | País   | Año       |
| ------------------------------ | ------ | --------- |
| CD Leganés                     | España | 2003-2004 |
| Deportivo Alavés B             | España | 2004-2005 |
| CD Castellón                   | España | 2005      |
| Club Deportivo Colonia Ofigevi | España | 2008-     |